# ARA Winterthur-Hard
Die Abwasserreinigungsanlage (ARA) in der Hard ist die ARA der Stadt Winterthur und wird von Stadtwerk Winterthur betrieben.

## Geschichte

Die ARA Hard während des Ausbaus 1989

Am 21. Mai 1939 bewilligte der Winterthurer Souverän den Bau einer mechanischen Kläranlage. Hierfür musste ein Teil des Hardwalds gerodet werden, der südlich der Kläranlage aufgeforstet werden musste. Nach einigen auch kriegsbedingten Verzögerungen wurden die ersten Teile 1949 und die ganze Anlage bis 1951 in Betrieb genommen. 1966 wurde die Anlage um eine biologische Reinigungsstufe ergänzt. Zehn Jahre wurde die ARA um eine Schlammentwässerung und eine Verbrennungsanlage erweitert, 1979 kam die Anlage zur Phosphatausfällung hinzu.
Von 1986 bis 1992 wurde die ARA für 100 Millionen Franken einer Totalrevision unterzogen und vergrössert, um damit die Anforderungen des 1971 verabschiedeten Wasserschutzgesetzes zu erfüllen. 2015 wurde ein zweiter Faulturm in Betrieb genommen.
Bis ins Jahr 2035 sollen im Rahmen des Projekts Abwasserfreies Tösstal zusätzlich die Gemeinden Bauma und Weisslingen, die bisher eigene Kläranlagen betreiben, an die ARA Winterthur-Hard angeschlossen werden. Die entsprechende Vorlage wurde von der Stimmbevölkerung sechs betroffenen Gemeinden des Tösstals sowie Winterthur 2019 angenommen.

## Varia
Der Rundweg Winterthur führt um die ARA Winterthur-Hard herum und bietet dabei von einer Aussichtsplattform her einen Überblick über die Kläranlage.